# Peugeot Typ 31

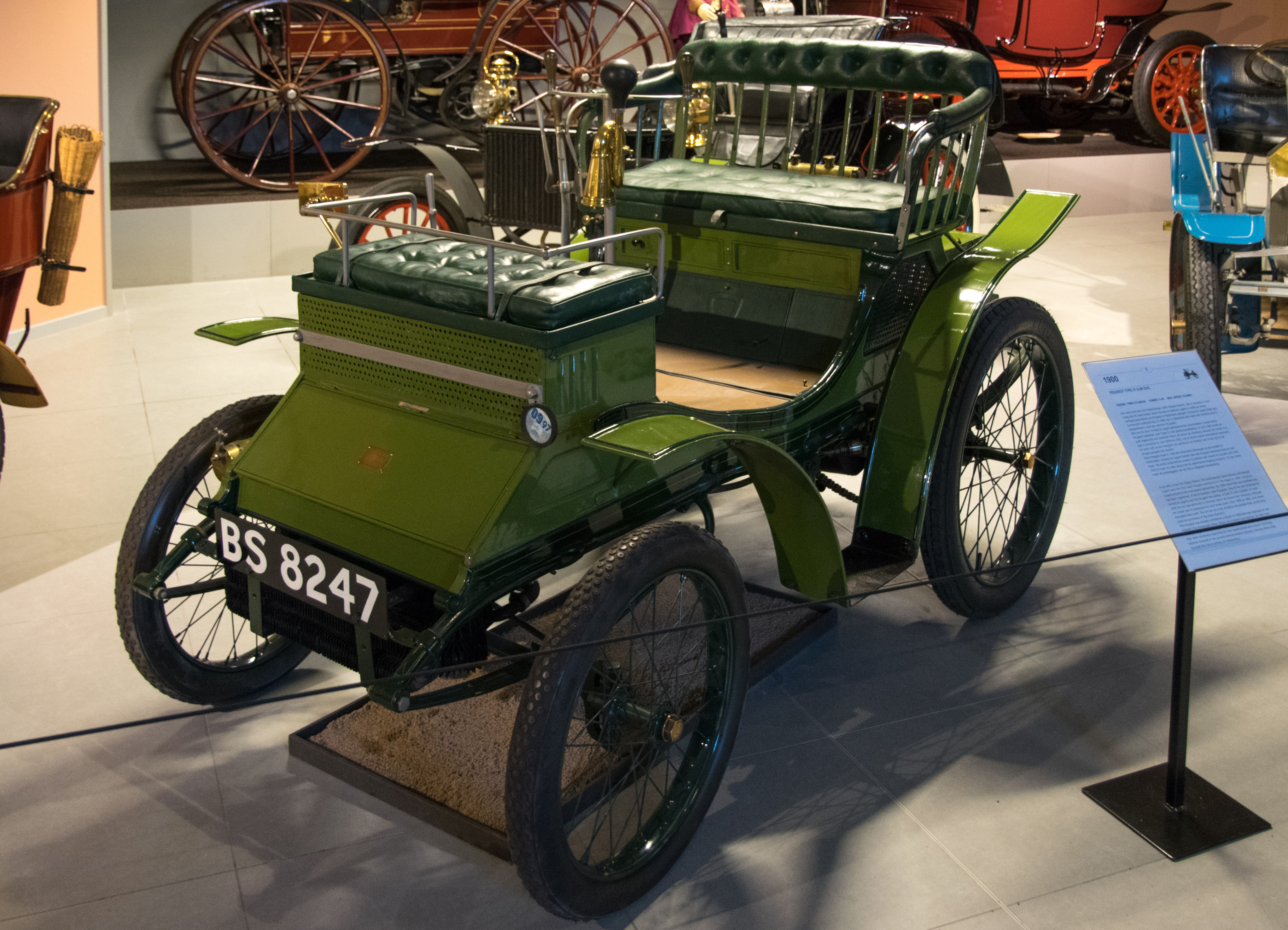
Peugeot Typ 31 im Louwman Museum

Der Peugeot Typ 31 ist ein frühes Automodell des französischen Automobilherstellers Peugeot, von dem von 1900 bis 1902 im Werk Audincourt 7 Exemplare produziert wurden.
Die Fahrzeuge besaßen einen Zweizylinder-Viertaktmotor eigener Fertigung, der im Heck liegend angeordnet war und über Kette die Hinterräder antrieb. Der Motor leistete 8 PS.
Bei einem Radstand von 130 cm betrug die Fahrzeuglänge 210 cm und die Fahrzeughöhe 140 cm. Die Karosserieform Duc (leichter Zweisitzer) bot Platz für zwei Personen.